# یخبندان کواترنری

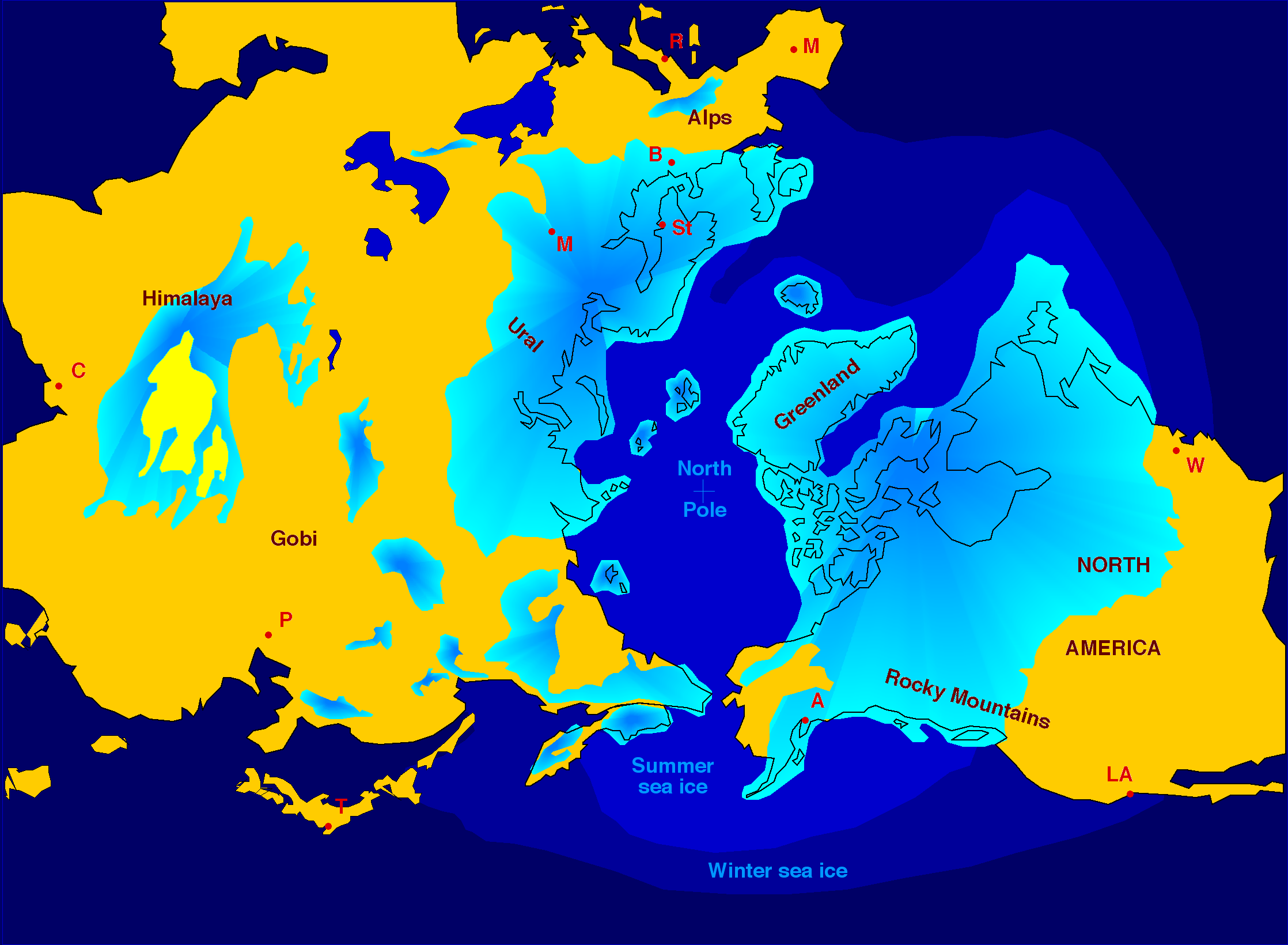
گسترش یخچال‌ها در نیم‌کره شمالی طی آخرین بیشینه یخچالی. ایجاد یخسارهای با ضخامت ۳ تا ۴ کیلومتر باعث افت سطح آب دریاها در جهان به میزان تقریبی ۱۲۰ متر شد.

یخبندان کواترنری (انگلیسی: Quaternary glaciation) که یخبندان پلیستوسن (Pleistocene glaciation) و عصر یخبندان کنونی نیز نامیده می‌شود، مجموعه رویدادهای یخبندان است که توسط رویدادهای میان‌یخچالی در دوره کواترنری (از ۲٫۵ میلیون سال پیش تا کنون) از هم جدا شده‌اند. طی این دوره یخسارها به‌ویژه در جنوبگان و گرینلند گسترده شده و یخسارهای نوسانی (مانند یخسار لارنتی) در جاهای دیگر پدید آمد. اثر عمده این عصر یخبندان فرسایش و رسوب‌گذاری مواد در مناطق وسیعی از قاره‌های زمین است که باعث تغییر سیستم زهکشی، پدید آمدن میلیون‌ها دریاچه، تغییر در سطح آب‌های آزاد، گسترش دریاچه‌های بارانی در فاصله زیاد از کناره‌های یخ، تنظیم ایزوستازی پوسته زمین و بادهای غیرعادی شد. این یخبندان بر اقیانوس‌ها، سیل و اجتماعات زیست‌یخچالی تأثیر گذاشته است. صفحات یخساری نیز با افزایش اثر سپیدایی تأثیر زیادی در سردشدن اقلیم زمین داشته‌اند.